# Рябоконь Григорій Никонович
Григорій Никонович Рябоконь (1895, с. Байбузи, Черкаський повіт, Київська губернія — 18 жовтня 1937, Київ, УРСР) — політичний в'язень, репресований під час Великого терору.

## Життєпис
Народився у 1895 році в селі Байбузи Черкаського повіту. Отримав середню освіту.
У 1920 Черкаський повітовий комісар, начальник гарнізону міста Черкаси.
У 1934—1937 рр. — начальник управління Київського військового округу.
Був заарештований 5 липня 1937 року за участь у нібито військово-фашистській змові. 17 жовтня 1937 року засуджений воєнною колегією Верховного Суду СРСР до розстрілу.
Вирок виконано 18 жовтня 1937 року в Києві.
Реабілітовано у травні 1957 року.

## Родина

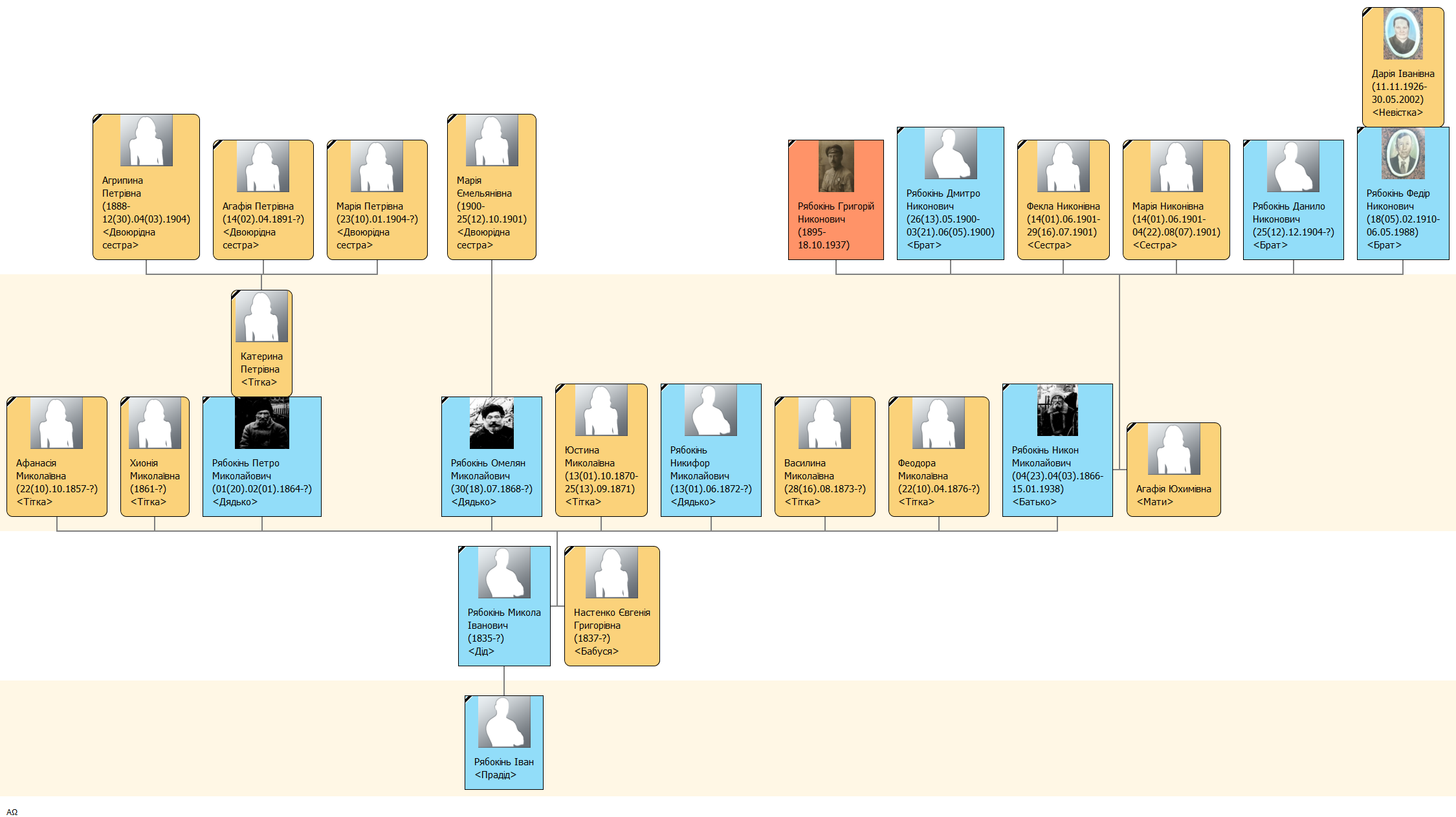
Родинне дерево Григорія Никоновича

Батько, Никон Миколайович (23.03.1866 — 15.01.1938) розстріляний у Биківні.

## Пам'ять
Одна з вулиць в Черкасах має ім'я на честь Григорія Рябоконя. У селі Байбузи одна з центральних вулиць має його ім'я.